# EY
EY, LLP (tidigare Ernst & Young, LLP), är ett brittiskt-amerikanskt multinationellt revisions- och konsultföretag med verksamhet inom revision, skatterådgivning, transaktionsrådgivning, affärsrådgivning och redovisning, samt stöd och rådgivning inom riskhantering, IT-risker samt ekonomi- och verksamhetsstyrning. EY ingår i revisionens "big four", tillsammans med konkurrenterna Deloitte, KPMG och Pwc.

## Historia
Ernst & Young bildades 1989 då två USA-baserade revisionsföretag slogs ihop: Arthur Young & Co som grundades i Chicago 1906 och Ernst & Whinney, med rötter i Ernst & Ernst som grundades i Cleveland 1903 och vars äldsta beståndsdel är Harding & Pullein som grundades i England 1849.
EY:s globala vd är sedan 2013 Mark Weinberger som efterträdde Jim Turley (2001-2013). Turley gjorde sig känd utanför näringslivet genom utnämningar av USA:s president Barack Obama och för att under sin tid som styrelseledamot i Boy Scouts of America drivit igenom att scoutkåren skulle tillåta homosexuella medlemmar.

## Organisation och affärsområden
Verksamheten är uppdelad på fyra affärsområden:
- Assurance
- Consulting
- Tax & Law
- Strategy & Transactions

## Medarbetare
Företaget finns i mer än 150 länder och har totalt 190 000 medarbetare med en omsättning på cirka 27 miljarder amerikanska dollar.

## Samarbete med högskolor och universitet
Företaget är en av de främsta medlemmarna, benämnda Capital Partners, i Handelshögskolan i Stockholms partnerprogram för företag som bidrar finansiellt till Handelshögskolan i Stockholm och nära samarbetar med den vad gäller utbildning och forskning.